# Þorsteinn Pálsson
Þorsteinn Pálsson (ˈθɔr̥steitn ˈpʰaulsɔn) (Selfoss, 29 ottobre 1947) è un politico islandese, Primo ministro dell'Islanda per il Partito dell'Indipendenza dall'8 luglio 1987 al 28 settembre 1988.
Pálsson guidò il Partito dell'Indipendenza dal 1983 al 1991, quando perse un'elezione parziale interna al partito contro l'allora vice presidente degli indipendentisti e sindaco di Reykjavík, Davíð Oddsson.
Prima del periodo da Primo Ministro, Þorsteinn fu Ministro delle Finanze dal 1985 al 1987; rappresentò l'Islanda del Sud all'Althing (il Parlamento nazionale) dal 1983 al 1999. Quando Davíð Oddsson formò il suo primo governo, nel 1991, nominò Pálsson Ministro per la Pesca e Ministro della Giustizia e degli Affari Ecclesiastici. Pálsson restò in carica fino al 1999; in seguito divenne ambasciatore, prima a Londra e poi a Copenaghen. Attualmente, è editore del quotidiano Fréttablaðið.